# Vera Gregorič
Vera Gregorič, slovenska geologinja in pedagoginja, * 2. november 1925 , Ljubljana, † 5. februar 2011
Gregoričeva je leta 1954 diplomirala na ljubljanski Prirodoslovno-matematični fakulteti ter 1965 v Ljubljani doktorirala na Fakulteti za naravoslovje in tehnologijo in bila tu od leta 1975 do 1988 izredna profesorica za sidementologijo in geologijo s petrologijo. Strokovno se je izpopolnjevala na univerzi Harvard v ZDA.
Gregoričeva je bila prva raziskovalka geoloških pojavov na področju petrologije na Slovenskem. Objavila je številne članke s področja geologije.